# Münchner Sommertheater

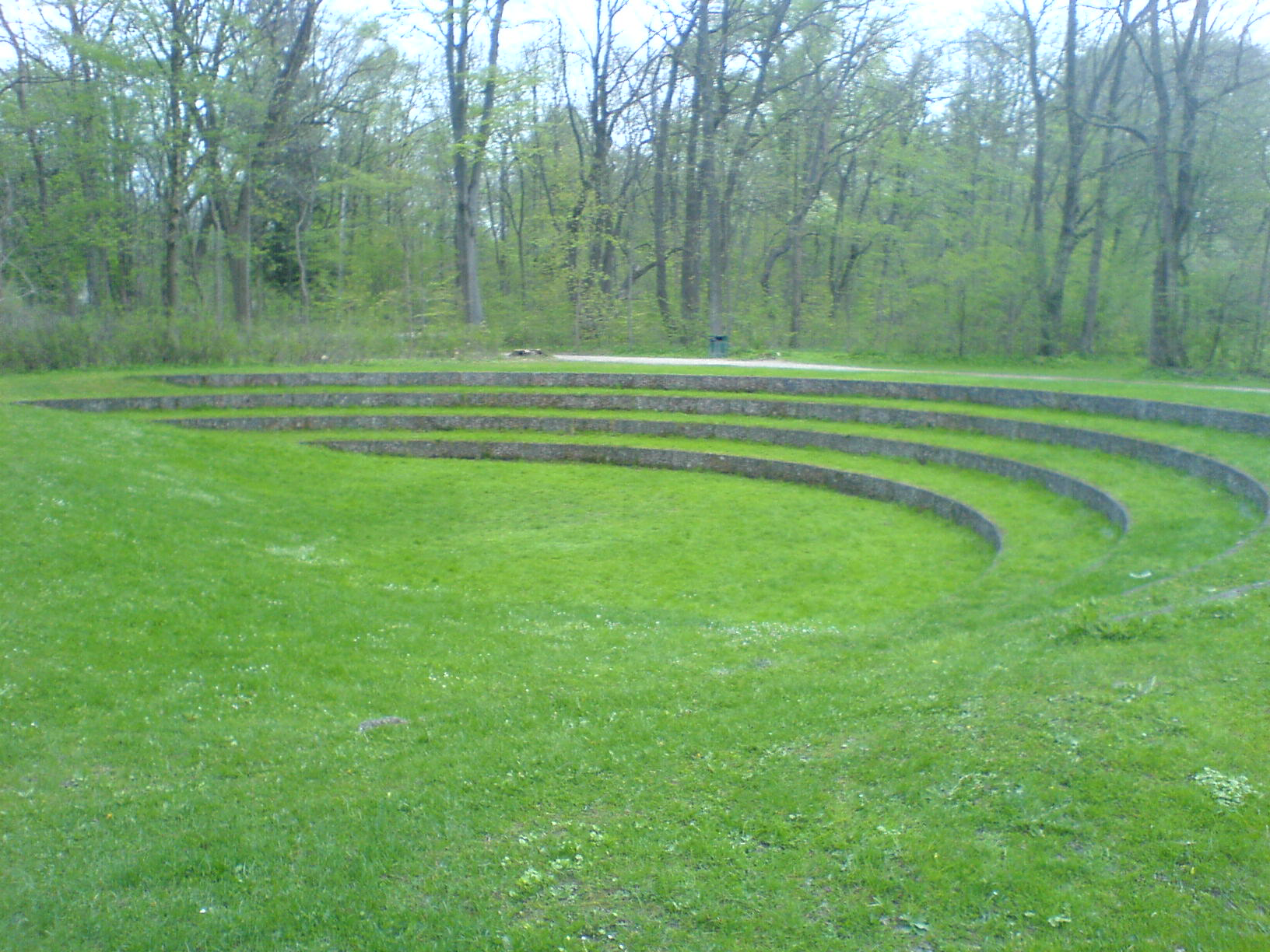
Freilichtbühne

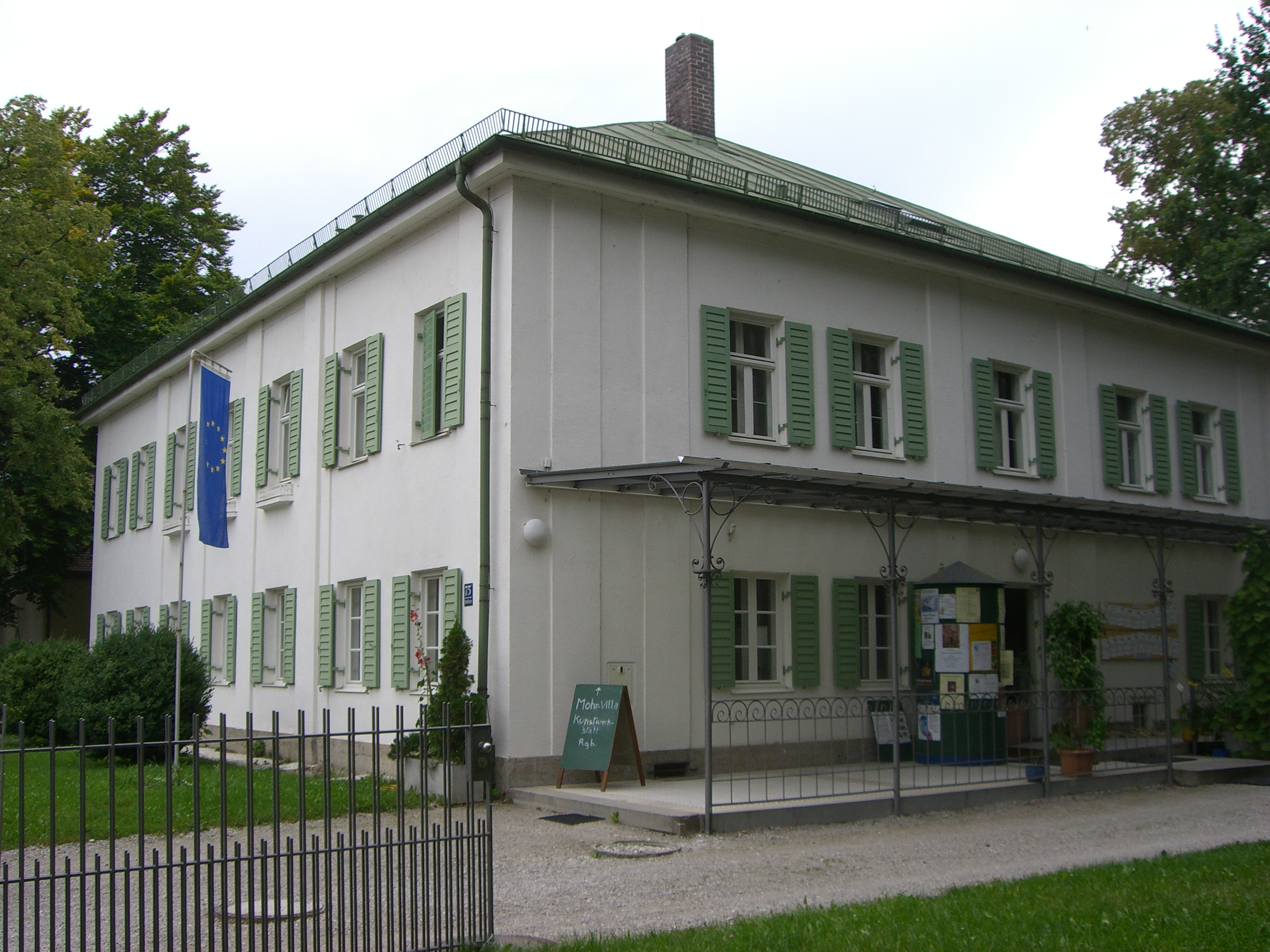
Mohr-Villa

Das Münchner Sommertheater ist eine freie Truppe junger Schauspieler und Musiker. Das Ensemble wurde 1990 gegründet und steht unter der Leitung von Regisseurin, Theaterautorin und Gründerin Ulrike Dissmann. Das Münchner Sommertheater wird von einem Fördererverein und einer Stiftung unterstützt.

## Geschichte
Seit 1990 wird jedes Jahr im Juli im Amphitheater des Englischen Gartens  bei freiem Eintritt eine klassische Komödie gezeigt.
2001 wurde mit den Mitteln der Stiftung die denkmalgeschützte Remise der Mohr-Villa in Freimann zu einem Theater ausgebaut. Seitdem finden dort die Juli-Vorstellungen des Sommertheaters bei Regen statt. Die Spielzeit konnte um die letzten beiden Septemberwochenenden erweitert werden.
Im Jahr 2007 gründete sich aus Mitgliedern des Sommertheaters das Ensemble Riscant.
Seit 2008 treten die Schauspieler mit Gastspielen der Produktionen auch deutschlandweit auf.

## Chronik der Inszenierungen
| Jahr | Autor                  | Stück                            | Bemerkung                            |
| ---- | ---------------------- | -------------------------------- | ------------------------------------ |
| 2023 | Oscar Wilde            | Bunbury                          |                                      |
| 2022 | Heinrich von Kleist    | Amphitryon                       |                                      |
| 2021 | Heinrich von Kleist    | Amphitryon                       | als Ein-Personen-Aufführung          |
| 2020 | Heinrich von Kleist    | Amphitryon                       | abgesagt wegen der COVID-19-Pandemie |
| 2018 | Johann Nepomuk Nestroy | Das Mädl aus der Vorstadt        |                                      |
| 2018 | Molière                | Tartuffe                         |                                      |
| 2017 | Heinrich von Kleist    | Der zerbrochne Krug              |                                      |
| 2016 | William Shakespeare    | Ein Sommernachtstraum            |                                      |
| 2015 | William Shakespeare    | Was ihr wollt                    |                                      |
| 2014 | William Shakespeare    | Der Sturm                        |                                      |
| 2013 | Ulrike Dissmann        | Don Gil von den grünen Hosen     | frei nach Tirso de Molina            |
| 2012 | Carlo Goldoni          | Der Diener zweier Herren         |                                      |
| 2011 | Molière                | Der Geizige                      |                                      |
| 2010 | William Shakespeare    | Wie es euch gefällt              |                                      |
| 2009 | Bernard Shaw / Molière | Helden / Der eingebildete Kranke | Wiederaufnahmen                      |
| 2008 | Bernard Shaw           | Helden                           |                                      |
| 2007 | Molière                | Der eingebildete Kranke          |                                      |
| 2006 | William Shakespeare    | Viel Lärm um Nichts              |                                      |
| 2005 | Heinrich von Kleist    | Der zerbrochne Krug              |                                      |
| 2004 | Bernard Shaw           | Pygmalion                        |                                      |
| 2003 | Molière                | Tartuffe                         |                                      |
| 2002 | William Shakespeare    | Was ihr wollt                    |                                      |
| 2001 | Ulrike Dissmann        | Don Gil von den grünen Hosen     | frei nach Tirso de Molina            |
| 2000 | Molière                | George Dandin                    |                                      |
| 1999 | William Shakespeare    | Ein Sommernachtstraum            |                                      |
| 1998 | Oscar Wilde            | Bunbury                          |                                      |
| 1997 | Nicolai Gogol          | Die Heirat                       |                                      |
| 1996 | Heinrich von Kleist    | Amphitryon                       |                                      |
| 1995 | Molière                | Der Geizige                      |                                      |
| 1994 | William Shakespeare    | Was ihr wollt                    |                                      |
| 1993 | Carlo Goldoni          | Der Diener zweier Herren         |                                      |
| 1992 | Johann Nestroy         | Das Mädl aus der Vorstadt        |                                      |
| 1991 | Molière                | Der eingebildete Kranke          |                                      |
| 1990 | Bernard Shaw           | Pygmalion                        |                                      |

## Diskographie
Hörspiele

In den Jahren 2001 bis 2007 produzierte das Münchner Sommertheater für den Audiobuch-Verlag hochgelobte Hörspiele der Inszenierungen.
- 2001: William Shakespeare Ein Sommernachtstraum
- 2002: Ulrike Dissmann Don Gil von den grünen Hosen
- 2003: William Shakespeare Was ihr wollt
- 2004: Molière Tartuffe
- 2006: Bernard Shaw Pygmalion
- 2007: Heinrich von Kleist Amphitryon

Lieder-CDs
- Lieder I, sämtliche Lieder aus Tartuffe, Was ihr wollt, Don Gil von grünen Hosen und George Dandin
- Lieder II, sämtliche Lieder aus Pygmalion, Amphitryon, Ein Sommernachtstraum und Bunbury
- Lieder III, sämtliche Lieder aus Viel Lärm um Nichts, Der Geizige, Der zerbrochene Krug und Die Heirat
- Lieder IV, sämtliche Lieder aus Helden, Wie es Euch gefällt und Der Geizige
- Die Lieder aus Molière Der eingebildete Kranke auf CD und auf DVD

Live-Mitschnitte

Zwischen 2008 und 2014 wurden die Inszenierungen auch auf DVD produziert. Die Live-Mitschnitte der Vorstellungen entstehen während der Herbstspielzeit in der Mohr-Villa.

## Auszeichnungen
- 2004: „Münchner Wochenanzeiger Kulturpreis“
- 2018: Medaille „München leuchtet“ in Silber für Ulrike Dissmann „in Anerkennung ihrer außergewöhnlichen Verdienste um die Theaterlandschaft in der Landeshauptstadt München“